# Ohad (Israël)
Pour les articles homonymes, voir Ohad (homonymie).
Ohad est un moshav du sud d'Israël, situé dans la région Hevel Shalom (en) du nord-ouest du Néguev, près de la frontière gazaouie. Rattaché au conseil régional d'Eshkol, il compte 408 habitants en 2017

## Historique
Fondé en 1969 par des olim venus de différents pays, le moshav est nommé d'après Ohad, le troisième fils de Siméon, mentionné dans le livre de la Genèse (Gn 46,10). La communauté voisine, Tzohar (en), porte le nom de Tsohar un autre fils de Siméon, mentionné dans le même verset biblique.
Les symptômes du virus du fruit rugueux brun de la tomate apparaissent pour la première fois en 2014 dans des cultures de tomates de ce moshav.